# Boris Kuznetsov
Boris Dmitriyevich Kuznetsov (Moscou, 14 de julho de 1928 - 3 de dezembro de 1999) foi um futebolista soviético, campeão olímpico.

## Carreira
Boris Kuznetsov fez parte do elenco que foi medalha de ouro nos Jogos Olímpicos de 1956 e também participou da Copa do Mundo de 1958.